# Charles Alexandre de Liedekerke Beaufort
Charles Alexandre de Liedekerke Beaufort (Horion-Hozémont, 26 juli 1764 - Jambes, 26 april 1846) was een Belgisch senator.

## Levensloop
Liedekerke was een zoon van kapitein Jacques de Liedekerke, burgemeester van Maastricht, en van zijn tweede vrouw Marie-Robertine de Beaufort. Hij trouwde met barones Félicité de Tornaco (1775-1846), die de weduwe was van François de Jacquier de Rosée. Ze kregen drie dochters van wie slechts de oudste trouwde, en een zoon die ongehuwd bleef.
In de Franse tijd werd hij gemeenteraadslid van Luik, maar hij doorliep het essentiële van zijn carrière onder het Verenigd Koninkrijk der Nederlanden. In 1816 verkreeg Liedekerke adelserkenning, zoals andere leden van de familie. Hij werd gemeld onder de naam 'de Liedekerke Beaufort' en zijn titel van graaf als erfelijk op al zijn nakomelingen.
Zijn voornaamste functie was die van gouverneur des Konings van de provincie Luik (1815-1828). Hij was ook lid van de Raad van State (1822-1830). Nog in 1830 werd hij kamerheer van koning Willem I.
Hij was ook nog:
- curator bij de stichting van de Rijksuniversiteit Luik (1817-1820),
- stichtend voorzitter van de 'Société d'Encouragement pour l'instruction élémentaire dans la Province de Liège' (1827),
- voorzitter van de Ridderschap van de provincie Luik (1827-1830),
- lid van de Commissie voor zaken van de katholieke eredienst (1829-1830).

Het is onduidelijk of hij de Belgische Revolutie genegen was. Hij nam er alvast geen prominente rol in aan en werd geen constituant. In oktober 1831 aanvaardde hij senator te worden in vervanging van de voormalige regent Erasme Surlet de Chokier die verkozen was maar niet wenste te zetelen, Hij zelf zetelde slechts vijf maanden en werd toen opgevolgd door Joseph de Potesta de Waleffe.